# El circo
El circo (übersetzt: „Der Zirkus“) ist ein mexikanischer Film aus dem Jahr 1943. Regie bei dieser Filmkomödie führte Miguel M. Delgado, zudem hatte dieser zusammen mit Jaime Salvador das Drehbuch verfasst.

## Handlung
Ein Schuhmacher, gespielt von Cantinflas, repariert den Absatz eines Stiefels von Rosalinda, die im Zirkus ihres Vaters als Reiterin arbeitet. Daraufhin sorgt sie dafür, dass er als Handwerker im Zirkus angestellt wird. Rosalindas Vater ist bei dem Kredithai Elías verschuldet. Wenn er dem Mann das Geld nicht zurückzahlen kann, muss seine Tochter Elías heiraten, anderenfalls würde er seinen Zirkus verlieren. Als sich ein Investor für den Zirkus interessiert, lässt Elías seine Handlanger einen der Männer, die die Trapez-Nummer vorführen, entführen, um so den Verkauf zu vereiteln. Der Schuhmacher überwindet jedoch seine Höhenangst und nimmt den freigewordenen Platz in der Trapez-Nummer ein. Daraufhin kommt der Verkauf zustande und der Investor bittet Rosalindas Vater, den Zirkus weiterhin zu führen.
Der Schuhmacher macht sich Hoffnung auf Rosalindas Gunst, es stellt sich jedoch heraus, dass die junge Frau bereits einen anderen Mann liebt.

## Produktionsnotizen
El circo wurde von Posa Films produziert. Der Film feierte am 11. März 1943 seine Premiere in Mexiko. Am 27. Juni 1949 wurde er erstmals in Spanien aufgeführt. Der Starttermin in Portugal war der 13. Februar 1953. Der Hollywood-Schauspieler Leonid Kinskey hatte in El Circo einen Cameoauftritt, weil er sich zu dieser Zeit in Mexiko aufhielt, um die amerikanische Version von Cinco fueron escogidos zu drehen.